# Darussalam (Geureudong Pase)
Darussalam is een bestuurslaag in het regentschap Aceh Utara van de provincie Atjeh, Indonesië. Darussalam telt 349 inwoners (volkstelling 2010).